# Croisances
Croisances foi uma comuna francesa na região administrativa de Auvérnia-Ródano-Alpes, no departamento de Alto Loire. Estendia-se por uma área de 7 km². Em 2010 a comuna tinha 35 habitantes (densidade: 5 hab./km²).
Em 1 de janeiro de 2016, passou a formar parte da comuna de Thoras.